# 안드로이드 빔
안드로이드 빔(Android Beam)은 안드로이드 4.0 아이스크림 샌드위치 이상의 버전에서 NFC를 지원하는 안드로이드 스마트폰에서 사용할 수 있는 근거리 무선통신 기술이다.
실행 방법:공유 아이콘을 누른다. 안드로이드빔을 찾는다. 실행한다. 디바이스끼리 댄다.

## 기능
전화 번호부, 사진, 유튜브 동영상 링크, 길 찾기, 웹 북마크 등의 데이터를 공유한다.

## 같이 보기
- NFC
- S 빔